# Charles Nelson Reilly

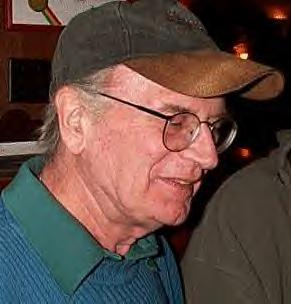
Charles Nelson Reilly

Charles Nelson Reilly (* 13. Januar 1931 in Bronx, New York City; † 25. Mai 2007 in Beverly Hills, Kalifornien) war ein US-amerikanischer Schauspieler, Komiker, Regisseur und Schauspiellehrer.
Er wurde durch seine komödiantischen Rollen in Filmen, Kinderserien im Fernsehen sowie in Zeichentrickfilmen und als Diskussionsteilnehmer in der Spielshow Match Game bekannt.

## Filmografie (Auswahl)

### Filme
- 1957: Ein Gesicht in der Menge (A Face in the Crowd)
- 1967: Der Tiger schlägt zurück (The Tiger Makes Out)
- 1984: Auf dem Highway ist wieder die Hölle los (Cannonball Run II)
- 1986: Verschwitzte Körper (Body Slam)
- 1987: Drei heilige Kamele (The Three Kings)
- 1989: Charlie – Alle Hunde kommen in den Himmel (All Dogs Go to Heaven)
- 1991: Rock-a-Doodle – Ein Hahn erobert die Stadt (Rock-a-Doodle)
- 1994: Der Zaubertroll (A Troll in Central Park)
- 1998: Charlie – Eine himmlische Weihnachtsgeschichte (An All Dogs Christmas Carol)
- 2006: The Life of Reilly

### Fernsehrollen
- 1965: The Steve Lawrence Show
- 1968–1970: The Ghost and Mrs. Muir – Claymore Gregg
- 1971–1972: Arnie
- 1971–1973: Lidsville – Hoodoo
- 1973–1982: 1990–1991: Match Game
- 1983–1984: The Match Game-Hollywood Squares Hour
- 1975–1976: Uncle Croc's Block – Uncle Croc
- 1980–1982: The Flintstone Comedy Show – Frank Frankenstone
- 1992–1993: Space Cats – D.O.R.C. (Disembodied Omnipotent Ruler of Cats)
- 1996–1998: All Dogs Go to Heaven: The Series – Killer
- 1999–2007: SpongeBob SquarePants – Dirty Bubble